# Elachertus louisiana
Elachertus louisiana är en stekelart som först beskrevs av Girault 1917.  Elachertus louisiana ingår i släktet Elachertus och familjen finglanssteklar. Inga underarter finns listade i Catalogue of Life.